# Kül-chor
Kül-chor noto tra gli Arabi col nome di Kūrṣūl (in arabo ﻛور صوﻝ‎?; fl. VIII secolo) identificabile col Baga Tarkhan dalle fonti cinesi, fu una figura di spicco dei Turgesh al periodo del khagan Su Lu.
È fondamentalmente ricordato per il ruolo da lui svolto nelle guerre dei Turgesh contro il califfato omayyade in Transoxiana, e per essere stato il responsabile dell'assassinio di Su Lu nel 738, che portò al collasso il potere Turgesh.